# Písnice
Písnice (en allemand : Piesnitz) est un quartier pragois situé dans le sud de la capitale tchèque, appartenant à l'arrondissement de Prague 12, d'une superficie de 365,9 hectares est un quartier de Prague. En 2018, la population était de 4 397 habitants.
La ville est devenue une partie de Prague en 1974.